# Баранув (гмина, Кемпненский повет)
Баранув (пол. Baranów) — сельская гмина (волость) в Польше, входит как административная единица в Кемпненский повет, Великопольское воеводство. Население — 7425 человек (на 2004 год).

## Сельские округа
1. Баранув
2. Донаборув
3. Грембанин
4. Янковы
5. Йоанка
6. Ленка-Мроченьска
7. Марянка-Мроченьска
8. Мрочень
9. Слупя-под-Кемпнем
10. Журавинец

## Соседние гмины
1. Гмина Бралин
2. Гмина Кемпно
3. Гмина Ленка-Опатовска
4. Гмина Рыхталь
5. Гмина Тшциница
6. Гмина Верушув